# Museo archeologico del territorio di Suasa

Il Museo archeologico del territorio di Suasa è allestito nel palazzo Della Rovere di San Lorenzo in Campo (PU). Questo museo permette di ripercorrere la storia dell'ambiente e del popolamento antico della media valle del Cesano attraverso materiali archeologici e interessanti reperti geologici, faunistici e fossili.
Il percorso espositivo culmina con la sezione dedicata a Suasa romana e preromana e con la collezione Giorgi, che raccoglie reperti rari come il "cippo suasano" ed esemplari di vasi etrusco-corinzi.

## Allestimento
È allestito all'interno del Palazzo della Rovere. Il percorso consente al visitatore di cogliere l'evoluzione dell'ambiente e del popolamento umano della Valcesano, sino alle soglie del medioevo. Sei le sale espositive, disposte su due piani. Il percorso didattico è organizzato su due livelli: uno per gli adulti e uno per i ragazzi. Una sezione conserva reperti archeologici di varia provenienza e oggetti etnici africani, a ricordo dell'allestimento originario del museo, curato dallo storico locale e frate dell'ordine “Saveriano” Gello Giorgi. Tra il 2004 e il 2006 si intrapresero lavori di restauro che hanno permesso di riportare all'aspetto originario sia il primo piano che i sotterranei. Gli interventi, realizzati con il contributo del Fondo Europeo di Sviluppo Regionale e dello Stato, furono l'occasione di curare il riallestimento dell'Antiquarium. Il Museo è stato ristrutturato ed allestito sotto la direzione scientifica del Dipartimento di Archeologia dell'Università di Bologna e della Soprintendenza per i Beni Archeologici delle Marche. Nel 2007 la nuova inaugurazione.